# 鲁宾 (巴西)
鲁宾是巴西米纳斯吉拉斯州的一个市镇。总面积968.732平方公里，总人口9561人，人口密度9.9人/平方公里。